# Kernereaktor
En kernereaktor (i daglig tale også atomreaktor) er stedet, hvor der udvindes termisk energi (varme) ved spaltning eller sammensmeltning af atomkerner. I praksis opererer de fleste reaktorer med spaltning (kernefission), mens sammensmeltning (kernefusion) endnu ikke kan udnyttes i større stil.
Kernereaktorer bruges først og fremmest til fremstilling af elektricitet i kernekraftværker.
Der findes mange forskellige typer kernereaktorer i verden i dag, som kan inddeles på forskellig vis, således efter hvilken reaktortype der er tale om (termisk reaktor, hurtig reaktor eller formeringsreaktor), hvilken moderator (et stof, som bruges til at bremse neutronerne i reaktoren) eller kølemiddel de betjener sig af, eller hvilken "generation" af reaktorer de tilhører. 

## Anvendelse
I et kernekraftværk (i daglig tale også kaldt et atomkraftværk) er en reaktor en afgørende bestanddel, der producerer varme, som derpå i kraftværket ændres til elektrisk energi (elektricitet). Kernereaktorer bruges dog også til andre formål, således til fremdrift af skibe, til direkte varmeanvendelse, eksempelvis som fjernvarme eller i industrielle processer, samt til at fremstille plutonium til brug i kernevåben eller isotoper til medicinsk eller industriel anvendelse.

## Virkemåde
Hovedelementer i en kernereaktor er brændselselementerne (f.eks. uran), kontrolstave, moderator, kølemiddel, reaktortank, styrings- og kontroludstyr, strålingsafskærmning og en omgivende skal i form af en reaktortank.
Ved en neutroninduceret kædereaktion spaltes (fissioneres) atomkernerne i brændslet til mindre kerner under frigivelse af stor energi. Kernebrændslet udgøres i mange reaktorer af stave af beriget uran, dvs. uran med en forhøjet andel af isotopen U-235. For at kunne styre kædereaktionshastigheden suppleres brændselsstavene med kontrolstave, som indeholder et neutronabsorberende materiale.
Man skelner mellem to hovedtyper af reaktorer: I en hurtigreaktor bruges neutronerne direkte med den energi, de får igennem fissionsprocessen. I en termisk reaktor bliver de derimod bremset af en såkaldt moderator, så de opnår en lavere (kaldet termisk) hastighed. Ved en lav hastighed er det mere sandsynligt, at neutronerne bliver indfanget af en fissil kerne, og derfor kommer kædereaktionen nemmere i gang. Derfor kan en termisk reaktor udnytte brændsel, der er mindre beriget end en hurtigreaktor, og eventuelt kan den udbytte naturlig (dvs uberiget) uran.
Fissionsreaktorer danner udgangspunkt for konventionel kernekraft.

## Reaktortyper
Der findes mange forskellige fissionsreaktortyper, og de kan klassificeres på forskellige måder. Fire anvendte måder er at inddele reaktorerne efter kernereaktionens type, efter hvilket materiale der bruges som moderator, efter kølemiddel og efter hvilken generation af reaktorer der er tale om.

### Inddeling efter kernereaktionens type
- Termiske reaktorer bruger termiske neutroner, dvs. neutroner, hvis hastighed er blevet bragt ned ved hjælp af en moderator[1]
- Hurtigreaktorer behøver ikke moderatorer, men er til gengæld afhængige af en høj koncentration af fissilt materiale[1]
- Formeringsreaktorer producerer mere brændsel, end de forbruger. Formeringsreaktorer kan både være termiske og hurtigreaktorer.[1] Typisk udnyttes indfangning af hurtige neutroner i U-238. Den neutronaktiverede U-239 henfalder via neptunium-isotopen Np-239 til plutonium-isotopen Pu-239. Sidstnævnte høstes og anvendes i en sekundær reaktor. Formeringsreaktorer kan ikke køles med vand, som nedbremser neutroner. I stedet benyttes typisk (flydende) natrium.

### Inddeling efter moderatormateriale
Termiske reaktorer bruger en form for moderator, mens hurtige reaktorer ikke har behov for en sådan.
- Letvandsreaktorer benytter normalt vand som kølemiddel. Letvandsreaktorer omfatter både trykvandsreaktorer (Pressurized Water Reactor, PWR) og kogendevandsreaktorer (Boiling Water Reactor, BWR).[1] I trykvandsreaktorer er trykket så højt, at vandet ikke kommer i kog. Det afgiver i stedet sin energi i en varmeveksler, som udvikler damp, der driver en turbine i et selvstændigt kredsløb. Det er den mest almindelige form for kernereaktor.[2] I kogendevandsreaktorer fordampes vand ved kontakt med brændselsstavene og ledes derefter videre til en turbine.[3]
- Tungtvandsreaktorer benytter ligeledes vand som kølemiddel. I tungt vand er de to hydrogenatomer i et sædvanligt vandmolekyle (H2O) erstattet af to deuteriumatomer (D2O). Fordelen herved er, at der ikke indfanges neutroner i tungt vand. Som konsekvens heraf kan man anvende naturligt uran som kernebrændsel.
- Grafitmodererede reaktorer[1]

### Inddeling efter kølemiddel
Når vand bruges som moderator, bruges det samme vand normalt også som kølemiddel.
- Letvandsreaktorer[1]
- Tungtvandsreaktorer[1]
- Reaktorer, der køles med flydende metal, f.eks. blykølede eller natriumkølede reaktorer[1]
- Gaskølede reaktorer[1]
- Saltreaktorer[1]

### Inddeling efter reaktorens generation
Udviklingen i reaktorer inddeles ofte i generationer. Denne inddeling blev oprindelig indført af det amerikanske energiministerium i forbindelse med iværksættelsen af det såkaldte Gen IV-program i 2001.
Reaktorerne i de kraftværker, der indtil nu har været opført i verden, tilhører enten første, anden eller tredje generation, mens der arbejdes i forskellige fora på at udvikle den fjerde generation af reaktorer til kernekraftværker. Kort fortalt var førstegenerationsreaktorerne de første forsknings- og demonstrationsanlæg, der blev opført i 1950'erne og 1960'erne. Andengenerationsreaktorer var kommercielle kernekraftreaktorer, der blev opført frem til 1990'erne. Tredje generation var en videreudvikling af anden generation, hvor der blandt andet blev lagt vægt på forbedret sikkerhed og en højere virkningsgrad. Endelig består fjerde generation af en række projekter, som er under udvikling forskellige steder, blandt andet under det såkaldte Gen IV-program.

#### Første generation
Den første generation af kernekraftværker blev opført i 1950'erne og 1960'erne. De var indrettet på civil brug af kernekraften, men byggede i høj grad på reaktorer, som oprindelig var bygget til at producere plutonium til brug i kernevåben. De spillede primært en rolle som demonstrations- og forskningsanlæg, men leverede også ofte strøm til den almindelige elforsyning i en årrække.
Det første kernekraftværk i verden, som leverede elektrisk energi til Elektricitetsforsyningsnettet, var det russiske værk i Obninsk fra 1954, mens verdens første kommercielt drevne værk normalt siges at være Calder Hall i Storbritannien fra 1956. Begge var værker med førstegenerationsreaktorer, og der blev også opført værker fra samme generation i blandt andet USA og Frankrig. Alle førstegenerationsværker er i dag nedlagt. Det sidste i drift var Wylfa i Wales, der blev taget ud af drift i 2015.

#### Anden generation
Den anden generation omfattede kommercielle reaktorer, som blev bygget indtil sidst i 1990'erne. De er typisk trykvandsreaktorer eller kogendevandsreaktorer. Den canadiske CANDU-reaktor, den russiske RBMK og den britiske AGR er alle andengenerationsreaktorer. De reaktorer, der har været udsat for de kendteste kernekraftulykker i verden, er også alle andengenerationsreaktorer: Reaktoren involveret i Three Mile Island-ulykken i USA i 1979 var en trykvandsreaktor, i Tjernobylulykken i det daværende Sovjet var deten RBMK, og reaktorerne, som blev ødelagt ved Fukushima-ulykken, var kogendevandsreaktorer.
Andengenerationsreaktorer var typisk tiltænkt en levetid på 30-40 år, men mange har fået forlænget levetiden og antages at kunne være i drift i 50-60 år med mulighed for at forlænge levetiden til 80 år, hvis det skønnes økonomisk lønsomt.

#### Tredje generation
Den tredje generation repræsenterer en væsentlig udvikling, både hvad angår sikkerhed og brændselsøkonomi, i forhold til andengenerationsreaktorerne. Kernekraftværker, som bygges i dag, bruger reaktorer af tredje generation. Et eksempel er den tredje reaktor på Olkiluoto-atomkraftværket i Finland (Olkiluoto 3). Anlægsarbejdet på denne startede i 2005, og reaktoren blev sat i drift i 2022, efter at ibrugtagningen var blevet forsinket i flere år. Reaktoren blev samtidig væsentlig dyrere end planlagt. Olkiluoto 3 var den første bestilling på opførelsen af en ny kernereaktor i Europa siden begyndelsen af 1990'erne. Reaktoren er en såkaldt EPR-type (European Pressurized Water Reactor).
De mest moderne kraftværker, der opføres i dag, har betegnelsen generation III+, hvilket indebærer, at reaktoren er udstyret med såkaldt passiv sikkerhed og desuden skal kunne modstå et flystyrt. Moderne tredjegenerationsreaktorer er planlagt at kunne fungere i 60 år og eventuelt efter en total overhaling af reaktoren en forlængelse til 120 år.

#### Fjerde generation
Arbejdet med at udvikle fjerdegenerationsreaktorer blev påbegyndt med en international aftale, Generation IV International Forum (GIF), der blev indgået i 2001. Aftalens formål var at organisere et internationalt samarbejde om forskning og udvikling af nye typer kernereaktorer. Samarbejdet ledes af USA, og i øvrigt indgik 11 lande, hvor kernekraft spillede en vigtig rolle på oprettelsestidspunktet: Argentina, Brasilien, Canada, Frankrig, Japan, Kina, Rusland, Storbritannien, Schweiz, Sydafrika og Sydkorea. Desuden indgik EU som medlem i form af Det Europæiske Atomenergifællesskab (Euratom). I 2016 blev også Australien medlem af GIF og bragte dermed medlemstallet op på 14.
GIF udpegede seks teknologier, som omkring årtusindeskiftet blev betragtet som lovende, til det videre arbejde. Det er forhåbningen, at fjerdegenerationsteknologien, når den bliver virkeliggjort, kan løse mange af de problemer, der er forbundet med den eksisterende kernekraftteknologi, som mængden og oplagringstiden for radioaktivt affald, bedre sikkerhed og risikoen for spredning af kernevåbenteknologi, og indebære en op til 100 gange bedre udnyttelse af energiresurserne (som uran).
De seks teknologier er:
- Højtemperaturreaktorer
- Saltreaktorer
- Superkritiske vandkølede reaktorer
- Blykølede hurtigreaktorer
- Gaskølede hurtigreaktorer
- Natriumkølede hurtigreaktorer

Fjerdegenerationsreaktorer forventes at blive tilgængelige for kommerciel anvendelse i løbet af 2030'erne.

## Fusionsreaktor
Ved temperaturer på mere end ca. 1 million grader C kan man fusionere visse grundstofisotoper. En fusion, man har prøvet, er deuterium fusioneret med tritium.
Fusionsreaktorer er under udvikling, men er indtil videre ikke en teknologi, der kan udnyttes kommercielt til energiproduktion eller andet. Kommerciel brug heraf ligger meget langt ud i fremtiden.